# Steponas Kairys

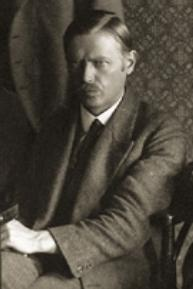
Steponas Kairys.

Steponas Kairys (3 de enero de 1879-16 de diciembre de 1964) fue un ingeniero que estudió en el Instituto de Tecnología de San Petersburgo también fue uno de los veinte signatarios de la Declaración de Independencia de Lituania.